# Palmarès dell'Amatori Wasken Lodi
L'Amatori Wasken Lodi nella sua storia si è aggiudicato quattro scudetti (1980-1981, 2016-2017, 2017-2018 e 2020-2021) nonché quattro Coppe Italia, due Supercoppe e una Coppa di Lega; a livello europeo ha conquistato una Coppa CERS (1986-1987) e una Coppa delle Coppe (1993-1994), disputando nel complesso sette finali di coppa e diventando l'unica squadra italiana ad aver raggiunto l'atto conclusivo di ciascuna delle quattro maggiori competizioni continentali per club.

## Competizioni ufficiali
13 trofei

### Competizioni nazionali
11 trofei
| Titolo                 | Anno/i                                     | 2ª class. / Finalista play-off scudetto                          |
| ---------------------- | ------------------------------------------ | ---------------------------------------------------------------- |
| Campionato italiano: 4 | 1980-1981, 2016-2017, 2017-2018, 2020-2021 | 1979-1980, 1982-1983, 1992-1993, 2015-2016, 2021-2022            |
| Coppa Italia: 4        | 1978, 2011-2012, 2015-2016, 2020-2021      | 1986-1987, 1992-1993, 1995-1996, 2007-2008, 2022-2023, 2024-2025 |
| Supercoppa italiana: 2 | 2016, 2018                                 | 2008, 2012, 2017, 2021, 2023                                     |
| Coppa di Lega: 1       | 2009-2010                                  |                                                                  |

### Competizioni internazionali
2 trofei
| Titolo               | Anno/i    | Finalista                       |
| -------------------- | --------- | ------------------------------- |
| Coppa delle Coppe: 1 | 1993-1994 | 1987-1988, 1994-1995, 1995-1996 |
| Coppa CERS/WSE: 1    | 1986-1987 |                                 |

## Altri piazzamenti

### Competizioni nazionali
- Campionato italiano

Semifinale play-off scudetto: 1983-1984, 1985-1986, 1986-1987, 1989-1990, 1994-1995, 1995-1996, 2009-2010, 2011-2012, 2012-2013, 2018-2019, 2022-2023, 2023-2024
Quarti di finale play-off scudetto: 1984-1985, 1988-1989, 1990-1991, 1993-1994, 2007-2008
- Coppa Italia

Semifinale: 1985-1986, 1988-1989, 2021-2022, 2023-2024

### Competizioni internazionali
- Coppa dei Campioni

Finale: 1980-1981
- Coppa delle Coppe

Semifinale: 1978-1979
- Coppa CERS

Semifinale: 1980-1981, 1991-1992
- Supercoppa d'Europa

Finale: 1994-1995

## Vittorie multiple
- Doppiette (Campionato e Coppa Italia): 1

2020-2021
- Doppiette (Campionato, Supercoppa italiana): 1

2016-2017

## Competizioni non ufficiali
- Torneo Internazionale di Lodi: 1990
- Torneo Internazionale di Pordenone: 1991
- Torneo Internazionale Etoile Montreux: 1992

## Settore giovanile
- Campionato categoria promesse: 1 (anni settanta)
- Campionato juniores: 1 (1990-1991)
- Campionato allievi: 4 (1988-1989, 1996-1997[3], 1999-2000 e 2000-2001)
- Coppa Italia Under-20: 1 (2017-2018)[4][5]